# Cornelius Loos (Theologe)
Cornelius Loos (* 1546 in Gouda in den Niederlanden; † 3. Februar 1595 in Brüssel in Belgien) war Priester, katholischer Theologe, Theologieprofessor und als erster katholischer Geistlicher offener Kritiker der Hexenlehre.

## Leben
Humanistisch nannte er sich Looseus, Callidius oder Chrysopolitanus nach seiner niederländischen Heimatstadt Gouda (Goldstadt). Loos entstammte einer Patrizierfamilie und absolvierte das Studium der Philosophie und Theologie an der Universität Löwen. 1574 musste Loos mit seiner Familie aus politischen Gründen seine Heimat verlassen. Nach der Priesterweihe erwarb er in Mainz den Doktor der Theologie. Er wurde Theologieprofessor und rigoroser Bekämpfer des protestantischen Glaubens.
Loos veröffentlichte ab 1580 neun Bücher: ein Gebetbuch, polemische theologische Werke, politische Werke mit Bezug auf den niederländischen Aufstand, eine Übersicht katholischer deutscher Schriftsteller und ein kleines lateinisches Sprachlehrbuch.

## Hexentheoretiker
Ab 1585 wirkte er in Trier und erlebte zahlreiche Hexenprozesse. 1592 verfasste Loos gegen den Trierer Weihbischof Peter Binsfeld den Traktat „De vera et falsa magia“. Das Manuskript wurde konfisziert und galt als verloren. Erst 1886 wurde es in der alten Jesuitenbibliothek in Trier wieder aufgefunden und ist in der Stadtbibliothek Trier erhalten.
Loos kannte die Schrift Johann Weyers und wandte sich gegen die herrschenden Meinungen von Zauberei und Magie. Für ihn stellte der Hexenglaube ein Werkzeug des Bösen dar. Vehement wandte er sich gegen den Einsatz der Folter und bestritt den Wahrheitsgehalt von Besagungen.
Der päpstliche Nuntius Frangipani ließ ihn in der Trierer Abtei St. Maximin gefangen setzen.
Am 25. März 1593 widerrief Loos seine Ansichten, wurde ausgewiesen und gelangte nach Brüssel, wo er kurze Zeit eine Pfarrei verwaltete. Er bekämpfte die Hexenverfolgungen, wurde wieder inhaftiert, starb aber vor Beginn des Hexenprozesses, in dem ihm der Scheiterhaufen drohte.

## Würdigung
Cornelius Loos gehörte zu den bedeutendsten Gegnern der Prozesse auf katholischer Seite. Als erster katholischer Theologe wandte er sich öffentlich gegen die Hexenverfolgung. Er lehnte das Verfahren der Hexenprozesse ab und bestritt, dass Dämonen auf Menschen, Tiere und Sachen einwirken können. Er wandte sich gegen den Glauben an die teuflische Magie und tat den Hexenglauben als Verblendung, Unsinn und Albernheit ab.

## Werke
- De Tvmvltvosa Belgarvm rebellione sedanda : Ad Christiani Orbis Principes, & cunctos Publicæ ac Christianæ tranquillitatis amantes, Brevis Consvltatio. Luxemburg 1579.
- Duellum fidei et rationis: si in eucharistiae sacramento, verè sit corpus Christi? Cornelio Loos auctore. Editum adversus sex paradoxa, quibus de bestialissima idololatria, Christianos Catholicos falsò insimulat, & calumniosè traducit Christianus Francken, apostata. […] Mainz 1581.